# Archibald Primrose, 5. Earl of Rosebery

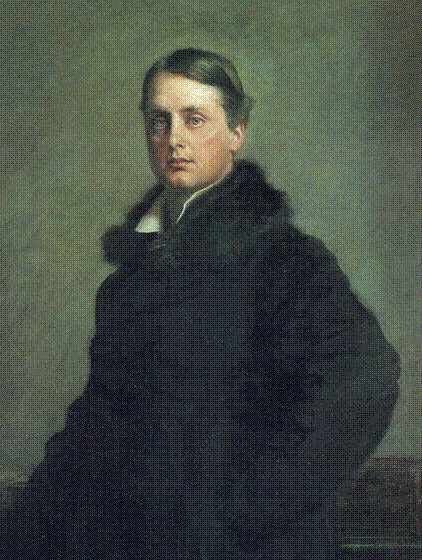
Archibald Primrose, 5. Earl of Rosebery

Archibald Philip Primrose, 5. Earl of Rosebery KG PC (* 7. Mai 1847 in London; † 21. Mai 1929 in Epsom, Surrey) war ein britischer Staatsmann und von 1894 bis 1895 Premierminister des Vereinigten Königreichs.

## Herkunft und frühe Jahre
Archibald war der älteste Sohn und das dritte von vier Kindern des Archibald Primrose, Lord Dalmeny, und seiner Frau Catherine Lucy Wilhelmina Stanhope. Sein Vater starb, als er drei Jahre alt war.
Primrose erhielt seine Bildung in Eton und Oxford. Er erlangte, nachdem sein Vater früh gestorben war, durch den Tod seines Großvaters Archibald John Primrose (1783–1868), des 4. Earl of Rosebery, schon 1868 die Peerswürde. Dieser war einer der ins House of Lords gewählten Peers von Schottland, der 1828 als Baron Rosebery in der Peerage of the United Kingdom einen ständigen Sitz im Oberhaus erhielt. Der vierte Earl war ein aktiver Befürworter der Reform Bill. Die schottische Earlswürde wurde zuerst 1703 an den Urgroßvater des vierten Earls, Archibald Primrose (1664–1723) verliehen, einen überzeugten Whig und Mitglied der Vereinigungskommission.
Die Mutter des 5. Earls, Catherine Lucy Wilhelmina Stanhope, war die einzige Tochter von Philip Henry Stanhope, 4. Earl Stanhope (1781–1855). Sie war daher die Schwester des britischen Historikers Philip Henry Stanhope, 5. Earl Stanhope (1805–1875) und eine Nichte der Lady Hester Stanhope, einer Nichte von William Pitt. Sie war eine gefeierte Schönheit, Ehrendame und Brautjungfer der Königin Victoria. Am 20. Dezember 1843 heiratete sie Archibald, Lord Dalmeny (1809–1851), der unter Melbourne Lord der Admiralität wurde. Nach dessen Tod heiratete sie in zweiter Ehe Lord Harry George Vane, den späteren 4. Duke of Cleveland. Sie starb 1901.

## Heirat und Familie
Primrose heiratete 1878 Hanna Rothschild, die einzige Tochter und Erbin von Baron Mayer Amschel de Rothschild. Diese war seit dem Tode ihres Vaters die reichste Frau im Vereinigten Königreich. Ihr gehörte unter anderem Mentmore Towers, ein großes English Country House in Buckinghamshire, sowie ein Vermögen von mehr als zwei Millionen Pfund.
Das Ehepaar hatte vier Kinder:
- Sybil Myra Caroline Primrose (1879–1955), Malerin und Schriftstellerin ⚭ 1903 Sir Charles Grant (ein Kind)
- Margaret "Peggy" Etrenne Hannah Primrose (1881–1967) ⚭ 1899 Robert Crewe-Milnes, 1. Marquess of Crewe (zwei Kinder)
- Albert Edward Harry Meyer Archibald Primrose, 6. Earl of Rosebery (1882–1974) ⚭ (1) 1909–1919 (geschieden) Lady Dorothy Grosvenor (zwei Kinder), ⚭ (2) 1924 Eva Isabel Bruce (ein Kind)
- Neil James Archibald Primrose (1882–1917), erlag während des Ersten Weltkriegs seinen Verletzungen in Palästina ⚭ 1915 Lady Victoria Stanley, Tochter des Edward Stanley, 17. Earl of Derby (ein Kind)

Hanna starb 1890 an Typhus. Drei Jahre nach dem Tode seiner Ehefrau warf ihm John Douglas, 9. Marquess of Queensberry vor, Primrose habe – wie Oscar Wilde – eine homosexuelle Beziehung zu seinem Sohn. Ob diese Behauptung zutreffend war, ist bis heute ebenso wenig geklärt wie die generelle Feststellung, Primrose sei bisexuell veranlagt gewesen.

## Politische Karriere
Im Oberhaus (House of Lords) saß Rosebery seit Mai 1868; jedoch war er dort nur mäßig aktiv und beschrieb es als einen „vergoldeten Käfig“, teils auch, weil sich die Liberalen dort permanent in der Minderheit befanden. Grundsätzlich von einer stark paternalistischen Haltung, hegte er auch Sympathien für die britische Arbeiterklasse und hatte in der Vergangenheit eine öffentliche Kampagne gegen die Ausbeutung von Kindern in den Ziegeleien von Glasgow gestartet.
Von 1878 bis 1879 war Rosebery Lord-Rektor der Universität Aberdeen. 1879 lud er William Ewart Gladstone ein, für den Wahlkreis von Midlothian zu kandidieren, wo seine Familie und die des Duke of Buccleuch seit Jahren um die Vorherrschaft kämpften. Roseberry fungierte als der Wahlkampfmanager Gladstones und brachte dabei neue amerikanische Methoden ein, die er 1873 bei einem Besuch einer National Convention der Demokratischen Partei in New York  beobachtet hatte. Rosebery zeigte sich fasziniert von den amerikanischen Wahlkämpfen und sprach von einer großartigen politischen Lektion, die er dort gelernt hatte. Als Wahlkampfmanager begann er nun unter großem finanziellen Aufwand damit, seine Erfahrungen aus den USA einzubinden, einige amerikanische Methoden zu übertragen und in Gladstones Wahlkampf einzubringen. Er unterhielt seit Jahren freundschaftliche Beziehungen zu Gladstones Kontrahent Disraeli, der in ihm einen Seelenverwandten sah und ihn gern als Konservativen gesehen hätte. Aufgrund der starken Whig-Tradition seiner Familie blieb Rosebery jedoch ein Liberaler.
Roseberys Neuerungen waren für die bisherigen Wahlkämpfe des Viktorianischen Zeitalters bahnbrechend. Im Vorfeld wurden zum Teil große Räumlichkeiten für die Auftritte angemietet; die Veranstaltungen wurden, wie in den USA bereits seit bekannt, von großen Umzügen mit Fackelzügen, Reiterparaden und abschließendem Feuerwerk begleitet. Außerdem wurden Musikkapellen engagiert, Triumphbögen installiert und Transparente aufgehängt. Dazu war die Kampagne auch von Anfang an als ein mediales Event kreiert und viel Sorgfalt darauf verwendet worden, der anwesenden Presse optimale Bedingungen für ihre Berichterstattung zu schaffen. Auch wenn der äußerst medienbewusste Gladstone sich vordergründig an die schottische Wählerschaft im Wahlkreis zu richten schien, zielte die Kampagne eigentlich auf die Nation.
Seine Neuerungen waren bereits auf die im Jahr 1867 erfolgte deutliche Ausweitung des Wahlrechts zugeschnitten, die noch von Disraelis Konservativen im Verbund mit parteiinternen liberalen Gegnern Gladstones im großen Reform Act 1867 verabschiedet worden war und die Zahl der Wahlberechtigten schlagartig von etwa 1,4 Millionen auf 2,5 Millionen erhöht hatte. Dabei zeichnete sich ab, dass ein größerer Teil der Arbeiterwähler eher zur Liberalen Partei hin tendierte. Gladstones persönliche Reputation, verbunden mit dem radikaleren linken Liberalismus, der soziale Reformen propagierte, ließ die Arbeiterklasse in ihrer Mehrheit die Liberalen wählen. Nach eigener späterer Schätzung investierte Rosebery eine Summe von annähernd 50.000 Pfund in die Wahlkampagne, allerdings zweifelte sein Biograf Robert Rhodes James die volle Höhe dieser Summe später an.
Nach dem liberalen Wahlsieg bot Gladstone Rosebery einen Posten als Untersekretär im Indien-Office an. Da er enttäuscht darüber war, keinen Kabinettsposten erhalten zu haben, lehnte er das Angebot jedoch ab. Durch die Midlothian-Kampagne hatte er es jedoch ebenfalls zu landesweiter Bekanntheit gebracht und wurde in den Augen der politischen Beobachter zu einer Leitfigur des Liberalismus in Schottland. In den folgenden Jahren entwickelte er sich zudem zum wichtigsten Vertreter schottischer Interessen im politischen Betrieb Westminsters. So wird es vor allem seinem Engagement zugeschrieben, dass Gladstone in seiner dritten Amtszeit schließlich den Posten eines Ministers für Schottland schuf.
1881 wurde er von Gladstone, der ihm den Wahlerfolg der Liberalen 1880 zum Teil verdankte, zum Unterstaatssekretär im Ministerium des Inneren ernannt. Nachdem er dieses Amt 1883 niedergelegt hatte, wurde er im Februar 1886 im neuen Gladstoneschen Ministerium zum Minister des Auswärtigen ernannt, trat aber schon im Juli mit Gladstone zurück. 1881 wurde er zum Mitglied (Fellow) der Royal Society of Edinburgh gewählt.
Er war von 1892 bis 1894 nochmals Außenminister, von 1894 bis 1895 Premierminister und im Jahr 1895 Lordsiegelbewahrer (Lord Privy Seal)
Als Gladstone 1894 zurücktrat, wurde Primrose sein Nachfolger als Premierminister, weil Königin Victoria die anderen führenden Liberalen ablehnte. Seine Regierungszeit war wenig erfolgreich. Die Massaker an den Armeniern 1894–1896 im Osmanischen Reich riefen Gladstone auf den Plan, der sich für eine Intervention Großbritanniens aussprach und die Position von Roseberry so unterminierte. Seine Versuche, die Flottenrüstung zu erhöhen, fanden Widerstand in der Liberalen Partei. Innenpolitische legislative Vorhaben wurden vom konservativ dominierten Oberhaus (House of Lords) zu Fall gebracht. Nachdem ein von Roseberry als Vertrauensabstimmung aufgefasstes Votum verlorenging, trat Roseberry mit seinem Kabinett am 21. Juni 1895 zurück und machte seinem konservativen Nachfolger, dem Marquess of Salisbury, Platz. Am 8. Oktober trat er auch als Führer der Liberalen Partei zurück; in den kommenden Jahren entfernte er sich mehr und mehr von deren Kurs, denn er unterstützte den Burenkrieg und sprach sich gegen Home Rule für Irland aus.

## Späteres Leben
Nach dem Abschied von der Politik wandte er sich wieder der Schriftstellerei zu. Zudem wurde er 1902 Vorsitzender des Kuratoriums (Board of Trustees) des Rhodes Trust, ein Amt, das er bis 1917 innehatte.
Am 3. Juli 1911 wurden ihm die erblichen Adelstitel Earl of Midlothian, Viscount Mentmore und Baron Epsom verliehen.
Primroses Bibliothek wurde im Jahre 2009 bei Sotheby’s in London versteigert.

## Zitate
“There are two supreme pleasures in life. One is ideal, the other real. The ideal is when a man receives the seals of office from his Sovereign. The real pleasure comes when he hands them back.”

„Es gibt zwei herausragende Freuden im Leben, die eine ist ideell, die andere real. Die ideelle Freude stellt sich ein, wenn man die Amtssiegel von seinem Souverän erhält. Die echte Freude kommt erst, wenn man sie wieder zurückgibt.“